# Chlorophytum arundinaceum
Chlorophytum arundinaceum es una especie fanerógama, del género Chlorophytum. Es originaria de Asia donde se encuentra en Nepal y la India hasta Myanmar.

## Propiedades
Chlorophytum arundinaceum se utiliza en el sistema tradicional indio de medicina para mejorar el estado general de salud y los trastornos inmunológicos relacionados con el estrés.
Sapogeninas esteroidales como tiggenin, neogitogenin y tokorogenin se han aislado de los tubérculos de la planta.

## Taxonomía
Chlorophytum arundinaceum fue descrita por John Gilbert Baker y publicado en J. Linn. Soc., Bot. 15: 323. 1876
Sinonimia
- Anthericum tuberosum Hook.f.[5][6]